# Tricentrus subangulatus
Tricentrus subangulatus är en insektsart som beskrevs av William Lucas Distant 1908. Tricentrus subangulatus ingår i släktet Tricentrus och familjen hornstritar. Inga underarter finns listade i Catalogue of Life.